# Eglfing
Eglfing è un comune tedesco di 970 abitanti, situato nel land della Baviera.